# Acacia ligulata
Espèce
Synonymes
- Acacia pallidiramosa Maiden & Blakeley[1]
- Acacia pallidiramosa Maiden & Blakely[2]
- Racosperma ligulatum (Benth.) Pedley[1] [2]

Acacia ligulata est une espèce de plante à fleurs de la famille des Fabaceae. C'est un arbuste endémique en Australie.
C'est l'une des plantes les plus largement distribuées dans le pays, plus largement que Acacia aneura, bien que pas aussi commun.

## Description
C'est un arbuste buissonnant poussant jusqu'à sept mètres de haut. Comme la plupart des espèces d'Acacia, il a des phyllodes plutôt que de vraies feuilles. Elles sont très variées, allant de quatre à dix centimètres de long sur cinq à dix millimètres de large. Les fleurs sont de couleur jaune-orangé et groupées en grappes sphériques. Les gousses sont ligneuses, avec des constrictions entre les graines, mesurant jusqu'à douze centimètres de long et un centimètre de large.
- (en) Cet article est partiellement ou en totalité issu de l’article de Wikipédia en anglais intitulé « Acacia ligulata » (voir la liste des auteurs).